# Dicranocarpus
Dicranocarpus es un género monotípico de plantas fanerógamas perteneciente a la familia de las asteráceas. Su única especie Dicranocarpus parviflorus es originaria de Norteamérica.

## Descripción
Es una planta anual suculenta que alcanza un tamaño de 10-70 cm de altura. Tallos erguidos, ramificados. Hojas caulinares sobre todo,  pecioladas,  pinnado-lobuladas (lóbulos filiformes), los márgenes enteros. Las inflorescencias solitarias,  o (2-4). El involucro cilíndrico de 1.5 mm de diámetro.  Las corolas amarillas, . Vilano persistente. Tiene un número de cromosomas de x = 10.

## Distribución
Se encuentra en los Estados Unidos y México.

## Taxonomía
Dicranocarpus parviflorus fue descrita por (A.Gray) A.Gray  y publicado en Plantae Novae Thurberianae 322. 1854.
Sinonimia
- Dicranocarpus dicranocarpus (A.Gray) Wooton & Standl.
- Heterosperma dicranocarpum A.Gray